# 1967年朝鮮民主主義人民共和國最高人民會議選舉
朝鮮民主主義人民共和國第四屆最高人民會議選舉在1967年11月25日舉行，以直選的方式決出457個最高人民會議的席位誰屬。與過去相同，本屆選舉的所有選區均只有一名參選人，而且他們全由執政黨朝鮮勞動黨在事前挑選。故此，朝鮮勞動黨足以控制整個的最高人民會議。據報導，這屆選舉的投票率為100%，參選人當選率也為100%。
本屆選舉是首次容許在日朝鮮人參與其中，他們可在日本的在日本朝鮮人總聯合會投票。此外，在這次選舉中，過去的第二大黨朝鮮民主黨失勢，只取得1個議席，總聯成為此次選舉的新興勢力。

## 結果
| 政黨         | 取得席位 | +/-  |
| ------------ | -------- | ---- |
| 朝鮮勞動黨   | 288席    | ▼83  |
| 朝鮮總聯     | 7席      | 新   |
| 天道教青友黨 | 4席      | ━    |
| 朝鮮民主黨   | 1席      | ▼3   |
| 佛教聯盟     | 1席      | ━    |
| 其他         | 156席    |      |
| 總計         | 457席    | ▲ 74 |

## 資料來源
1. ↑  Nohlen, D, Grotz, F & Hartmann, C (2001) Elections in Asia and the Pacific: A Data Handbook: South East Asia, East Asia, and the Pacific Volume 2, p404 ISBN 0-19-924959-8
2. ↑  Nohlen, D, Grotz, F & Hartmann, C (2001) Elections in Asia and the Pacific: A Data Handbook: South East Asia, East Asia, and the Pacific Volume 2, p403 ISBN 0-19-924959-8